# Olivier Herran
Olivier Herran je francouzsko-španělský spisovatel, zpěvák, hudební skladatel a dabér, který propůjčil svůj hlas italské značce Versace.
Kromě dabingu a herectví se věnuje také hudbě V roce 2018 během svého turné s názvem Dreams koncertoval i v Praze, v paláci Akropolis. Jeho hudební projekt Dream of Orion propojuje gregoriánské chorály s elektronickými a kytarovými prvky, které podtrhují tento hudební styl. Písně, které zpívá se řadí stylově do Dream popu, který doplňuje spirituálními texty.
Věnuje se i psaní. Jeho prvním románem s názvem "Ryan a tajemství Salamandry" je fantastický příběh plný záhad, který se žánrově podobá románu Harry Potter. V září 2018 uspořádal k této knize autogramiádu.